# Christian Weiss
Christian Weiss (1973) is een Oostenrijkse schaker met een FIDE-rating van 2469 in 2007. Hij is sinds 1999 een internationaal meester (IM). 
In 2004 werd hij in Leonding derde, met 5.5 pt. uit 7, bij het Leondinger Schach-Open.
In  augustus 2005 speelde hij mee in het toernooi om het kampioenschap van Oostenrijk dat in Gmunden gespeeld werd. Hij eindigde met 5.5 punt uit 11 ronden op de zevende plaats.

## Externe koppelingen
- (en)   Informatie over schaakpartijen van Christian Weiss op ChessGames.com
- (en)   Informatie over schaakpartijen van Christian Weiss op 365chess.com
- (en)  FIDE-ratinggegevens voor Christian Weiss